# Sun Weishi
Dans ce nom chinois, le nom de famille, Sun, précède le nom personnel.
Pour les articles homonymes, voir Sun.
Sun Weishi (chinois traditionnel : 孫維世 ; chinois simplifié : 孙维世 ; pinyin : Sūn Wéishì ; 30 novembre 1921 - 15 octobre 1968) fut la première réalisatrice du théâtre parlé moderne (Huaju) dans l'histoire chinoise.

## Biographie
Le père de Sun Weishi a été tué par le Kuomintang (KMT) en 1927, et Sun a été adoptée par Zhou Enlai, qui plus tard est devenu Premier ministre de la république populaire de Chine. À Yan'an en 1937, Sun devient la « Grande demoiselle ». Elle suscite l'hostilité de l'épouse de Mao, Jiang Qing, début d'une rivalité entre les deux qui a duré tout au long de la vie de Sun. 
Pendant la Seconde Guerre mondiale, Sun vécut à Moscou pour suivre des études de théâtre. Lin Biao était également à Moscou à l'époque et a proposé à Sun de l'épouser et de retourner en Chine avec lui, en 1942, mais celle-ci refusa. Lin épousa une autre femme, Ye Qun, en 1943. Ye en voulut à Sun pour sa relation antérieure avec Lin. Après la fin de la guerre, Sun revint en Chine et réalisa des mises en scène dans le théâtre chinois. 
En 1950, Mao Zedong la prend comme interprète lors d'un voyage à Moscou. Puis Sun a été invité à devenir le directeur du China Youth Art Theatre qui lui permet de propager les idées de Constantin Stanislavski et épousa Jin Shan, l'un des plus célèbres acteurs chinois la même année. Puis Sun organise plusieurs spectacles qui ont été accueillis favorablement par la critique, dont une partie est devenu célèbre dans toute la Chine.
En 1954, pour le cinquantième anniversaire de la mort d'Anton Tchekhov, Sun produit une des pièces de théâtre de Tchekhov, Oncle Vania, en collaboration avec un soviétique. De 1954 à 1956, Sun a également travaillé comme l'instructeur principal d'administration avec le Collège dramatique de Chine centrale.
En 1956, Sun devient le directeur artistique du vice-président du théâtre expérimental chinois et met en scène plusieurs pièces de théâtre bien reçues par les critiques.
Lors de la révolution culturelle, Zhou Enlai envoie Sun et son mari pour travailler à Daqing afin de les protéger contre les persécutions politiques mais elle est dénoncée par une campagne d'affiches, arrêtée en secret en mars 1968, contrainte de nettoyer les latrines puis torturée pendant plusieurs mois et meurt en captivité. D'après le témoignage de Lin Liheng (en), fille de Lin Biao, Sun a été persécutée à l'instigation de Jiang Qing et Ye Qun. Beaucoup d'autres personnes qui avaient connu Jiang Qing dans le milieu du spectacle ou critiqué son rôle dans la révolution culturelle ont été pareillement éliminées. Après la mort de Sun, Jiang Qing prend des dispositions pour que son corps soit incinéré et ses cendres sont immergées. Le mari de Sun n'a pas été informé de la mort de sa femme jusqu'à sa libération, en 1975.